# 화순 우봉리 들소리
화순 우봉리 들소리(和順 牛峰里 들소리)는 대한민국 전라남도 화순군 춘양면 우봉리에서 행해지는 농요이다. 2010년 1월 7일 화순군의 향토문화유산 제46호로 지정되었다가, 2013년 8월 5일 전라남도의 무형문화재 제54호로 승격되었다.

## 참고 문헌
- 화순 우봉리 들소리 - 국가유산청 국가유산포털